# 富田村 (香川県)
富田村（とみだむら）は、香川県大川郡にあった村。

## 歴史
- 1890年（明治32年）2月15日 - 町村制施行に伴い、寒川郡富田中村・富田西村・南川村の区域を以て富田村が成立。
- 1899年（明治32年）4月1日 - 大川郡の所属となる。
- 1955年（昭和30年）4月15日 - 大川郡松尾村と新設合併し、大川村が発足。同日富田村廃止。